# Stijlgids
Een stijlgids of stijlboek is een publicatie met een serie regels voor het schrijven, meestal van artikelen of boeken, die op redacties en bij uitgeverijen gangbaar is, bijvoorbeeld het stijlboek van de Volkskrant. 
In het algemeen is het doel van een stijlgids om vaste regels voor het schrijven en de spelling te geven. Daarmee bereikt een krant bijvoorbeeld dat alle redacteuren en andere medewerkers steeds dezelfde manier gebruiken om te schrijven. Het gaat hierbij zowel om spelling als om zinsbouw en het gebruik van schrijfstijl in engere zin.
De Schrijfwijzer van de neerlandicus Jan Renkema, vele malen herdrukt sinds de eerste uitgave in 1979, is ook een stijlgids. De meeste redacties van grotere kranten, zoals The New York Times, beschikken over een eigen stijlgids.
In navolging van de Volkskrant gaven ook Trouw, Het Financieele Dagblad, NRC Handelsblad (in samenwerking met Van Dale Lexicografie) en in België De Standaard een stijlgids uit. Voorts is er het Stijlboek VRT, een coproductie van Van Dale Lexicografie en de Vlaamse Radio- en Televisieomroeporganisatie.